# Dornier Do 317
Dornier Do 317 – niemiecki samolot bombowy zaprojektowany w zakładach Dornier Werke GmbH w odpowiedzi na konkurs z 1939 na średni bombowiec dalekiego zasięgu.  Zbudowano tylko dwa prototypy.

## Tło historyczne
Samolot został zaprojektowany w odpowiedzi na rozpisany przez Reichsluftfahrtministerium (RLM - Ministerstwo Lotnictwa Rzeszy) konkurs Bomber B-Programm na szybki samolot bombowy o zasięgu pozwalającym na dotarcie do każdego miejsca Wysp Brytyjskich.  W odpowiedzi na konkurs zaprojektowano samoloty Arado E.340, Dornier Do 317, Focke-Wulf Fw 191 i Junkers Ju 288.  Żaden z zaprojektowanych samolotów nie wszedł jednak do produkcji seryjnej.

## Historia
Wytwórnia Dornier opracowała model oznaczony jako Dornier Do 317. Samolot zewnętrznie przypominał wcześniejszy Dornier Do 217, będący jeszcze w fazie prototypu, ale praktycznie żadne części tych dwóch samolotów nie były identyczne.
Po tych wstępnych pracach projektowych, dalsze prace zostały znacznie spowolnione, gdyż z polecenia dowództwa Luftwaffe wytwórnia Dornier zajęła się pracami na bombowcem wysokościowym Do 217. Choć pracowano w dalszym ciągu nad samolotem Do 317, lecz były one bardzo powolne. W 1941 opracowano dwa nowe modele samolotu oznaczone Do 317A i Do 317B, różniące się zastosowanymi silnikami i uzbrojeniem. Jednak te zmiany nie wpłynęły na decyzję o podjęciu produkcji tego samolotu.
Pierwszy prototyp Do 317A (znany także jako Do 317 V1, rejestracja wojskowa VK+EY) został ukończony we wrześniu 1942, ale oblatany dopiero 8 września 1943.  Samolot napędzany przez silniki Daimler-Benz DB 603B miał bardzo niezadowalające osiągi, nie oferował żadnych znaczących ulepszeń nad Do 217E i P.  W tym czasie ukończono budowę drugiego prototypu z silnikami Daimler-Benz DB 9-610, który osiągnął prędkość maksymalną 600 km/h i pułap 6000 metrów, ale nie zdecydowano się kontynuować prac nad tymi samolotami.
Wyprodukowane pozostałe pięć samolotów, po usunięciu kabiny ciśnieniowej, zamontowaniu uzbrojenia strzeleckiego i zamontowaniu pod skrzydłami uchwytów do pocisków kierowanych Henschel Hs 293, zostały oznaczone jako Dornier Do 217R-0. Więcej tych samolotów nie produkowano.

## Użycie
Samoloty bombowe Dornier Do 217R-0 zostały w sierpniu 1944 włączone na wyposażenie III Dywizjonu 100 Pułku Bombowego (III/KG 100) Luftwaffe, który w tym czasie stacjonował we Francji. Nie wiadomo, czy samoloty te brały udział w walkach, gdyż pułk ten został wkrótce potem rozwiązany, a pociski Hs 293 zostały odesłane do Niemiec.

## Opis techniczny
Dornier Do 317 był dwusilnikowym wolnonośnym górnopłatem o konstrukcji całkowicie metalowej, z ciśnieniową kabiną załogi i chowanym w locie klasycznym podwoziem z kółkiem ogonowym. W przedniej części kadłuba znajdowała się przeszklona ciśnieniowa kabina czteroosobowej załogi. W środkowej części płata oraz dodatkowo w kadłubie mieściły się zbiorniki paliwa o łącznej pojemności 5200 litrów, w komorze bombowej można było jeszcze dodatkowo umieścić odrzucany zbiornik paliwa o pojemności 1000 litrów. Podwozie główne było dwugoleniowe, jednokołowe, chowane w gondole silników, kółko ogonowe chowane było w specjalnej wnęce w tylnej części kadłuba.
Uzbrojenie obronne składowało się z podwójnego karabinu maszynowego Mauser MG 81Z kal. 7,9 mm (ruchomy w stanowisku strzeleckim w przodzie kabiny), jednego karabinu maszynowego MG 151 kal. 15 mm (stały w przodzie kabiny) i trzech pojedynczych karabinów maszynowych Rheinmetall-Borsig MG 131 kal. 13 mm (ruchome w trzech stanowiskach strzeleckich: w obrotowej wieżyczce strzeleckiej w górnej części kabiny, w stanowisku strzeleckim w tylnej górnej części kabiny i w stanowisku strzeleckim w tylnej dolnej części kabiny).  Samolot mógł przenosić do  4000 kilogramów bomb.
W planowanym modelu Do 317B zaprojektowano inne uzbrojenie obronnej: dwa podwójne karabiny maszynowe MG 81Z kal. 7,9 mm (ruchome w dwóch obrotowych zdalnie sterowanych wieżyczkach strzeleckich FDL 81Z – na górnej tylnej części kadłuba i w przedniej części kadłuba pod kabiną załogi), dwa podwójne karabiny maszynowe MG 81Z (ruchome w dwóch obrotowych zdalnie sterowanych wieżyczkach strzeleckich FDL 81Z – na górnej tylnej części kadłuba i w przedniej części kadłuba pod kabiną załogi).